# Nikolai Sudzilovski
Nikolai Konstantinovici Sudzilovski (n. 15 decembrie 1850, Moghilău, Imperiul Rus – d. 30 aprilie 1930, Chongqing, Republica Chineză), cunoscut și ca Nicholas Russel, a fost un revoluționar socialist, medic și om de știință de origine belarusă.

## Biografie
Acesta s-a născut în Moghilău, în acea vreme parte a Imperiului Rus, într-o familie nobiliară din Belarus care deținea o moșie în "Fastava", districtul Mstislavsky. Tatăl său a fost secretarul Camerei Mahiloŭ a Tribunalului Civil și Penal. În familie erau 8 copii, dintre care Nikolai era cel mai mare.
În 1877 a absolvit facultatea de medicină din București. Dr. Russel, căci așa era cunoscut printre socialiști (fiind un bun prieten cu Constantin Dobrogeanu-Gherea), a fost o figură importantă în răspândirea socialismului în România, traducând mai multe articole socialiste din străinătate în limba română. A luptat în războiul de Independență al României, fiind distins cu Ordinul Steaua României. În anul 1881 a fost deportat din România de către autorități.
În anul 1887 s-a mutat în San Francisco, ulterior și în Hawaii, devenind cetățean american. Acesta a fondat un partid politic care s-a opus integrării Hawaiiului în Statele Unite. În 1900, sub numele Kauka Lukini, a ajuns Senator în Hawaii, iar în 1901 a fost ales în funcția de primul președinte al Senatului din Hawaii.
În timpul războiului ruso-japonez, el a fost un propagandist socialist pentru prizonerii ruși de război. La presiunile ministrului de externe al Rusiei, acestuia i-a fost retrasă cetățenia americană. Sudzilovski și-a petrecut ultimii ani de viață in Filipine și, în cele din urmă și în China, unde a decedat.
Acesta a scris mai multe cărți despre medicină și sociologie.